# Falke der Quraisch
Der sogenannte Falke der Koreischiten bzw. Quraisch-Falke ist ein Wappentier mehrerer arabischer Staaten. Die Araber der Arabischen Halbinsel, heute vor allem jene an der Küste des Persischen Golfs, gelten traditionell als hervorragende Falkner, die Falken wiederum galten und gelten als Statussymbol und eines der Lieblingstiere der Araber. Auch vom Clan der Quraisch bzw. vom Propheten Mohammed ist ein Falke als Statussymbol bzw. Stammessiegel überliefert. Der Falke der Quraisch war und ist daher in verschiedenen Varianten bis heute in den Flaggen, Wappen, Siegeln und Emblemen mehrerer arabischer Staaten enthalten und rivalisiert in dieser Funktion mit dem Adler Saladins.

Falke der Quraisch im Wappen der Vereinigten Arabischen Emirate
Falke der Quraish in Abu Dhabis Wappen (Vereinigte Arabische Emirate)
Falke der Quraisch im Wappen Dubais (Vereinigte Arabische Emirate)
Falke der Quraisch im Wappen Kuwaits
Falke der Quraisch im früheren Wappen Libyens (bis 2011)
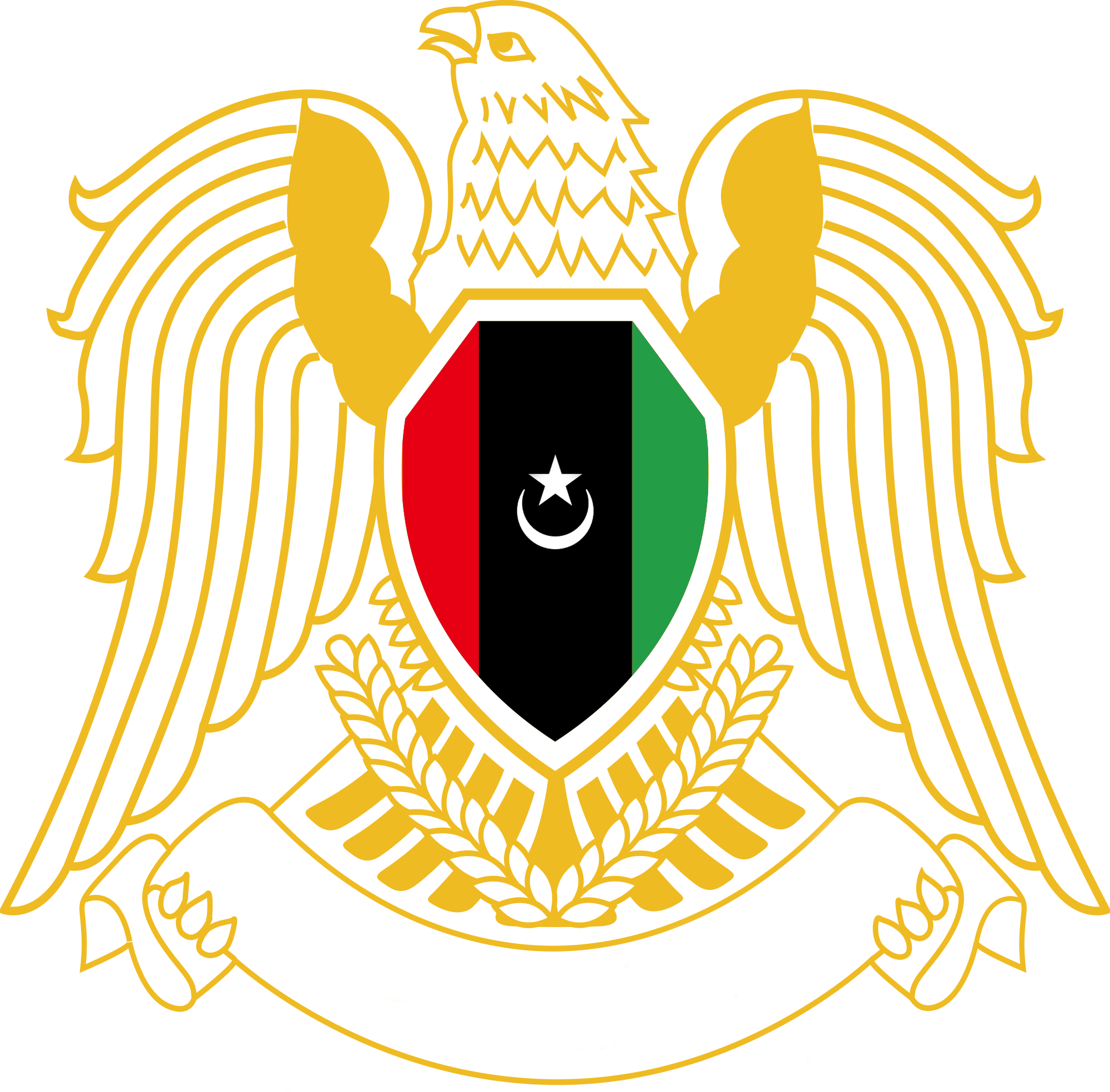
Wappen der libyschen Tobruk-Regierung (2015)
Falke der Quraisch im früheren Wappen Syriens (bis 1963)
Falke der Quraisch im früheren Wappen Ägyptens (bis 1984), Syriens (bis 1980) und Libyens (bis 1977)
Falke der Quraisch im Wappen Syriens (1980–2024)
Falke der Quraisch im Wappen Syriens (2024–2025)